# Čierny Balog
Čierny Balog (bis 1927 slowakisch „Balog“ oder „Čierny Hronec“, 1948–1951 „Čierny Blh“; deutsch Schwarzwasser, ungarisch Feketebalog) ist eine Gemeinde in der Mittelslowakei. Sie liegt im Tal des Flusses Čierny Hron am Fuße des Veporské-vrchy-Gebirges, zehn Kilometer von Brezno entfernt.
Die Gemeinde entstand 1887 durch die Vereinigung der 13 Dörfer Balog, Dobroč, Dolina, Fajtov, Jánošovka, Jergov, Komov, Krám, Látky, Medveďov, Pusté, Vydrovo und Závodie (als Feketebalog 1888 erwähnt). Die Dörfer waren vorher schon eng durch die Gründung der Königlichen Schwarzwasser Holzhandlung der Königlichen Bergkammer im 16. Jahrhundert verbunden (1564 erste urkundliche Erwähnung). 1607 wurde Krám zum ersten Mal als Ansiedlung erwähnt. Durch den Bau der Schwarzgranbahn kam es im Ort zu einem wirtschaftlichen Aufschwung. Der Betrieb der Bahn wurde 1982 eingestellt und 1993 als Museumsbahn wieder aufgenommen. Da in den 1980er Jahren ein Fußballstadion für den örtlichen Verein TJ Tatran Čierny Balog direkt an die vorübergehend stillgelegte Bahnstrecke gebaut wurde, fahren die Züge teils bei laufendem Spielbetrieb durch das Stadion. 
Während des Zweiten Weltkrieges war der Ort eines der Zentren des Slowakischen Nationalaufstandes.

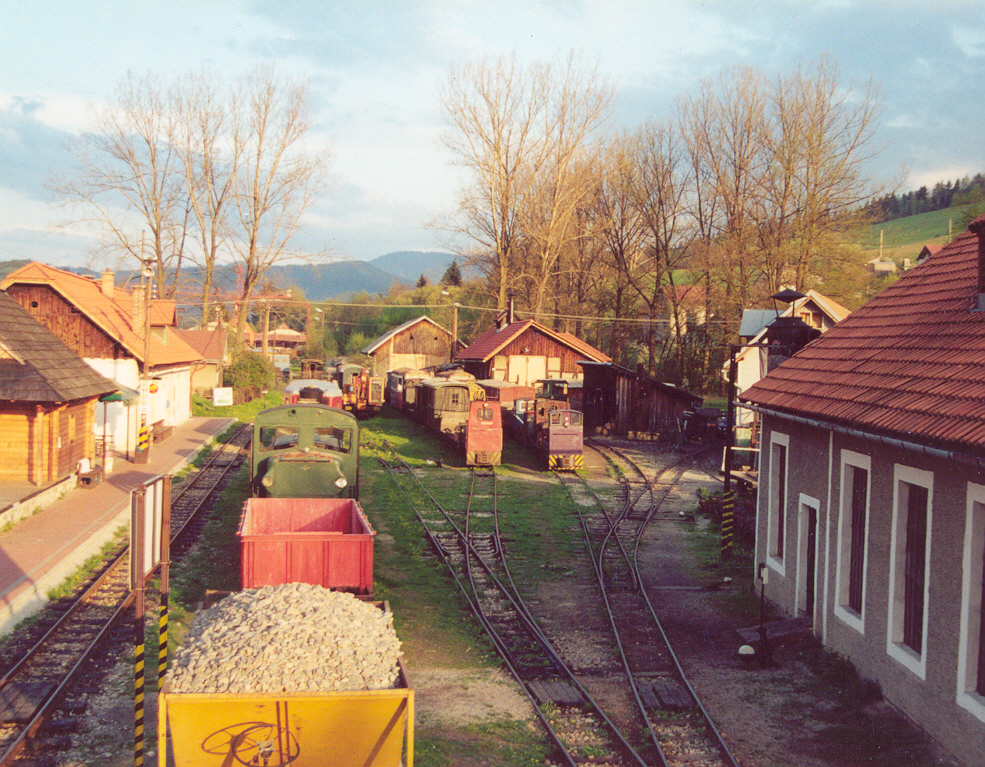
Bahnhof der Schwarzgranbahn in Čierny Balog

Heute gehören zur Gemeinde neben dem Hauptort die offiziellen Gemeindeteile Dobroč, Fajtov, Jánošovka, Komov, Krám, Medveďov, Pusté und Vydrovo.

## Bevölkerung
| Jahr:                | 1994. | 2004.   | 2014.   | 2024.   |
| -------------------- | ----- | ------- | ------- | ------- |
| Anzahl der Personen: | 5109  | 5155    | 5185    | 4916    |
| Unterschied:         |       | +0,90 % | +0,58 % | -5,18 % |

| Jahr:                | 2023. | 2024.   |
| -------------------- | ----- | ------- |
| Anzahl der Personen: | 4947  | 4916    |
| Unterschied:         |       | -0,62 % |

## Persönlichkeiten
- Ladislav Ťažký (1924–2011), Schriftsteller
- Paulína Bátovská Fialková (* 1992), Biathletin